# Russardo Capocchi
Russardo Capocchi (Livorno, 12 aprile 1884 – ...) è stato un sindacalista, politico e antifascista italiano.

## Biografia
Operaio metalmeccanico e sindacalista della FIOM, è stato eletto deputato nel 1919 e nel 1924. Come secessionista dell'Aventino viene dichiarato decaduto dalla carica il 9 novembre 1926 e nello stesso anno è condannato a cinque anni di confino.